# Elunda
Elunda (gr. Ελούντα) – jednostka administracyjna w greckiej gminie Ajos Nikolaos, na północno-wschodnim wybrzeżu Krety, w administracji zdecentralizowanej Kreta, w regionie Kreta, w jednostce regionalnej Lasiti. W 2011 roku liczyła 2193 mieszkańców.
W skład wchodzą miejscowości:

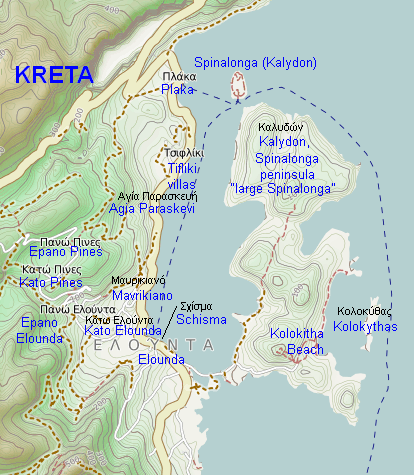
Położenie Elundy

- Ajia Paraskiewi – Αγία Παρασκευή – 23 mieszk.
- Epano Elunda – Επάνω Ελούντα – 115 mieszk.
- Epano Pines – Επάνω Πινές – 35 mieszk.
- Kalidon – Καλυδών – niezamieszkana wyspa Spinalonga, półwysep Spinalonga oraz wyspa Kolokitas
- Kato Elunda – Κάτω Ελούντα – 86 mieszk.
- Kato Pines – Κάτω Πινές – 62 mieszk.
- Mawrikiano – Μαυρικιανό – 142 mieszk.
- Schisma – Σχίσμα – 1730 mieszk.

Droga z Ajos Nikolaos do Elundy to ok. 12 km wzdłuż wybrzeża.